# کالین ویلیون
کالین ویلیون (به انگلیسی: Colin Viljoen) بازیکن فوتبال زادهٔ ۲۰ ژوئن ۱۹۴۸ اهل کشور انگلستان که سابقهٔ بازی در تیم ملی فوتبال انگلستان را در کارنامهٔ خود دارد. وی در تاریخ ۱۷ مه ۱۹۷۵ نخستین بازی ملی خود را در مقابل تیم ملی فوتبال ایرلند شمالی انجام داد و با حضور در ۲ بازی ملی، در تاریخ ۲۱ مه ۱۹۷۵ واپسین بازی ملی‌اش را در برابر تیم ملی فوتبال ولز برگزار کرد.